# Mumindalen (TV-serie, 2019)
Mumindalen (finska Muumilaakso) är en finländsk-brittisk animerad TV-serie efter Tove Janssons böcker om Mumintrollen. Serien hade premiär den 25 februari 2019 på Yle TV2.  Den andra säsongen hade premiär på Yle den 2 mars 2020, den tredje 3 oktober 2022 och fjärde 6 januari 2025.

## Skådespelare
| Roll                | Röst på svenska                               | Röst på finska                                        | Röst på engelska                          |
| ------------------- | --------------------------------------------- | ----------------------------------------------------- | ----------------------------------------- |
| Mumintrollet        | Christoffer Strandberg                        | Joonas Nordman                                        | Taron Egerton                             |
| Muminmamman         | Maria Sid                                     | Satu Silvo                                            | Rosamund Pike                             |
| Muminpappan         | Carl-Kristian Rundman                         | Ville Haapasalo                                       | Matt Berry                                |
| Snusmumriken        | Paavo Kerosuo                                 | Olavi Uusivirta                                       | Edvin Endre                               |
| Lilla My            | Saga Sarkola                                  | Kiti Kokkonen (Säsonger 1-3) Aksa Korttila (Säsong 4) | Bel Powley                                |
| Snorkfröken         | Edith Holmström                               | Alina Tomnikov                                        | Akiya Henry                               |
| Sniff               | Andreas af Enehielm                           | Markku Haussila                                       | Warwick Davis                             |
| Manliga Hemulen     | Pekka Strang                                  | Taisto Oksanen                                        | Joe Wilkinson                             |
| Kvinnliga Hemulen   | Cecilia Paul                                  | Ella Pyhältö                                          | Susie Brann                               |
| Filifjonkan         | Nina Hukkinen                                 | Kristiina Halttu                                      | Kate Winslet                              |
| Mymlan              | Hellen Willberg                               | Lotta Lindroos                                        | Jennifer Saunders                         |
| Too-ticki           | Nina Palmgren                                 | Elina Knihtilä                                        | Katie Leung                               |
| Teaterråttan Emma   | Arja Saijonmaa                                | Alison Steadman                                       |                                           |
| Misan               | Kaj Korkea-aho                                | Miiko Toiviainen                                      | Rebecca Root                              |
| Bisamråttan         | Max Bremer                                    | Heikki Hector Harma                                   | Will Self                                 |
| Ninni               | Jenna Hukkinen                                | Yasmine Yamajako                                      | Mayumi Kawai                              |
| Ti-ti-oo            | Olli Liljeström                               | Lauri Ketonen                                         | Matt Lucas                                |
| Spöke               | André Wickström                               | Ali Jahangiri                                         | Richard Ayoade                            |
| Herr Brisk          | Kris Gummerus                                 | Riku Nieminen                                         | Julian Barratt                            |
| Trollkarlen         | Nicke Lignell                                 | Jorma Uotinen                                         | Adewale Akinnuote-Agbaje                  |
| Herr Fillifjonk     | Peter Kanerva                                 | Jon Monie                                             |                                           |
| Tofslan och Vifslan | Iida Kuningas (Tofslan) Sara Soulié (Vifslan) | Anna Puu (Tofslan) Paula Vesala (Vifslan)             | Jon Monie (Tofslan) Susie Brann (Vifslan) |
| Fiskaren            | Oskar Pöysti                                  | Kari Ketonen                                          | Rhys Darby                                |
| Toft                | Nina Palmgren                                 | Iina Kuustonen                                        |                                           |
| Mårran              | Susie Brann                                   |                                                       |                                           |
| Snork               | Tom Rejström                                  | Deogracias Masomi                                     | Chance Perdomo                            |
| Stinky              | Elmer Bäck                                    | Santeri Kinnunen                                      | Mike Wilmot                               |

## Avsnitt

### Säsong 1
| Nr | Svensk titel                | Finsk titel                       | Engelsk titel                    | Nordsamisk titel            |
| -- | --------------------------- | --------------------------------- | -------------------------------- | --------------------------- |
| 1  | Lilla My flyttar in         | Pikku Myy tuli taloon             | Little My Moves In               | Unna Miáš fárre dállui      |
| 2  | Vårvisan                    | Kevätlaulu                        | The Spring Tune                  | Giđđašuokŋa                 |
| 3  | Den sista draken i världen  | Maailman viimeinen lohikäärme     | The Last Dragon In The World     | Máilmmi maŋimuš dollalakkis |
| 4  | Den flytande teatern        | Kelluva teatteri                  | Moominsummer Madness             | Govdu teáhter               |
| 5  | Den gyllene svansen         | Kultainen häntä                   | The Golden Tail                  | Golleseaibi                 |
| 6  | Hattifnattarnas ö           | Hattivattien saari                | The Secret Of The Hattifatteners | Hattiváhtaid suolu          |
| 7  | Snusmumriken och parkvakten | Nuuskamuikkunen ja puistonvartija | Snufkin And The Park Keeper      | Mumrihkka ja párkafákta     |
| 8  | Monsterfisken               | Muumipapan kalajuttu              | Monster Fish                     | Mumenáhči guollecuvccas     |
| 9  | Ensam hemma                 | Yksin kotona                      | Night Of The Groke               | Okto ruovttus               |
| 10 | Muminmammans hembiträde     | Muumimamman apulainen             | Moominmama's Maid                | Mumeneatni veahkki          |
| 11 | Spökhistorien               | Kummitustarina                    | Ghost Story                      | Gobmemáinnas                |
| 12 | Det osynliga barnet         | Näkymätön lapsi                   | The Invisible Child              | Oaidnemeahttun mánná        |
| 13 | Trollvinter                 | Taikatalvi                        | Midwinter Ancestor               | Diidadálvi                  |

### Säsong 2
| Nr | Svensk titel                         | Finsk titel                       | Engelsk titel                     |
| -- | ------------------------------------ | --------------------------------- | --------------------------------- |
| 1  | Vintervansinne                       | Latua, herra Virkkunen!           | Moomin's Winter Follies           |
| 2  | Snusmumriken och eldanden            | Nuuskamuikkunen ja tulenhenki     | The Fire Spirit                   |
| 3  | Muminpappan och plikten              | Muumipapan uusi yritys            | Moominpapa And Son                |
| 4  | Hjärta rimmar med smärta             | Kohtalokas pulloposti             | Little My Moves Out               |
| 5  | Fru Filifjonks mystiska försvinnande | Rouva Vilijonkan katoamismysteeri | The Strange Case Of Mrs Fillyjonk |
| 6  | Den magiska hatten                   | Taikahattu                        | The Hobgoblin's Hat               |
| 7  | Tofslan och Vifslan                  | Tiuhti ja Viuhti                  | Thingumy & Bob                    |
| 8  | Den rysande rättegången              | Omituinen oikeudenkäynti          | The Trial                         |
| 9  | Farväl Snorkfröken                   | Jäähyväiset Niiskuneidille        | Farewell Snorkmaiden              |
| 10 | Muminpappans ö                       | Muumipapan saari                  | Moominpappa's Island              |
| 11 | Muminmamman längtar hem              | Muumimamman muraali               | Moominmamma's Mural               |
| 12 | Mumintrollet och sjöhästarna         | Muumipeikko ja merihevoset        | Moomintroll & the Seahorses       |
| 13 | November                             | Muumilaakson marraskuu            | November                          |

### Säsong 3
| Nr | Svensk titel                       | Finsk titel                      | Engelsk titel                 |
| -- | ---------------------------------- | -------------------------------- | ----------------------------- |
| 1  | Hemkomsten                         | Kotona jälleen!                  | Homecoming                    |
| 2  | Mumintrollets stora äventyr        | Muumipeikon suuri seikkailu      | Moomintroll's Grand Adventure |
| 3  | Herr Brisk sätts på prov           | Leirinjohtaja Virkkunen          | Brisk & Breezy                |
| 4  | Snorken får en vän                 | Niisku löytää ystävän            | Inventing Snork               |
| 5  | Stinky och Muminligan              | Haisulin kopla                   | The Stinky Caper              |
| 6  | Tofts hisnande historiet           | Tuhton hurjat tarinat            | Toffle's Tall Tales           |
| 7  | Vinterhemligheter                  | Talvisia salaisuuksia            | Winter Secrets                |
| 8  | Äventyr i Ensliga Bergen           | Yksinäisten vuorten seikkailu    | Lonely Mountain               |
| 9  | Fru Filifjonk släpper loss         | Vilijonkan viimeiset villitykset | Mrs Fillyjonk's Last Hurrah   |
| 10 | Snusmumriken och nöjesfältet       | Nuuskamuikkunen ja huvipuisto    | Snufkin & The Fairground      |
| 11 | På jakt efter hattifnattens gnista | Hattivattien kutsu               | Call of the Hattifatteners    |
| 12 | Muminmammans flygande dröm         | Muumimamman lentävä unelma       | Moominmamma's flying dream    |
| 13 | Midsommarmagi                      | Juhannuksen taikaa               | Midsummer Magic               |

### Säsong 4
| Nr | Svensk titel                 | Finsk titel                   | Engelsk titel                  |
| -- | ---------------------------- | ----------------------------- | ------------------------------ |
| 1  | Mumin och järnvägen          | Muumit ja rautatie            | Moomins and the Railway        |
| 2  | Cirkusdirektör Brisk         | Sirkustirehtööri Virkkunen    | Ringmaster Brisk               |
| 3  | Sniff och skatterna          | Nipsun luola                  | Sniff's Cave                   |
| 4  | Sjöfröken                    | Merineito                     | Seamaiden                      |
| 5  | Polismästare Stinky          | Poliisimestari Haisuli        | Inspector Stinky               |
| 6  | Midsommarsvärmeri            | Kesäyön kommelluksia          | Midsummer Meddling             |
| 7  | Muminmamman och konsten      | Taiteilija Muumimamma         | Moominmamma the Artist         |
| 8  | Den stora kölden             | Hyytävä kylmyys               | The Great Cold                 |
| 9  | Muminpappan och hjältedåden  | Muumipappa, suuri seikkailija | Moominpappa The Great Explorer |
| 10 | Mårrans sång                 | Mörön laulu                   | Song of the Groke              |
| 11 | Muminpappan och Tant Hemulen | Muumipappa ja Hemulitäti      | Moominpappa and Aunt Jane      |
| 12 | Skrivet i stjärnorna         | Lumoava tähti                 | Comet in Moominvalley          |
| 13 | Kometen                      | Pyrstötähti                   | Comet in Moominvalley          |

## Utmärkelser
| Utmärkelse                                      | År   | Kategori                           | Resultat  |
| ----------------------------------------------- | ---- | ---------------------------------- | --------- |
| Gyllene Venla                                   | 2020 | Bästa barnprogram                  | Nominerad |
| International Emmy® Kids Awards                 | 2020 | Kids: Animation                    | Nominerad |
| Broadcast Digital Awards                        | 2020 | Best Digital Children’s Content    | Shortlist |
| Encounters Film Festival                        | 2020 |                                    | Shortlist |
| British Animation Awards                        | 2020 | Best Children’s Series             | Vann      |
| BANFF Rockie Awards                             | 2020 | Children and Youth: Animation      | Nominerad |
| New York International Children's Film Festival | 2020 | Feature film                       | Nominerad |
| Gyllene Venla                                   | 2019 | Bästa barnprogram                  | Vann      |
| TBI Content Innovation Awards                   | 2019 | Best animated kids programme       | Vann      |
| Shanghai TV Festival                            | 2019 | Best Animation & Best Storytelling | Nominerad |